# Clossiana setania
Clossiana setania är en fjärilsart som beskrevs av Hans Fruhstorfer 1909. Clossiana setania ingår i släktet Clossiana och familjen praktfjärilar. Inga underarter finns listade i Catalogue of Life.